# Ncdu
Ncdu (NCurses Disk Usage) は、ncursesライブラリを利用したディスクユーティリティである。duではブロック単位で表示されるが、Ncduでは2進接頭辞のバイト単位で表示される。